# NGC 6676
NGC 6676 (również PGC 62021 lub UGC 11286) – galaktyka spiralna (Sbc), znajdująca się w gwiazdozbiorze Smoka. Odkrył ją Lewis A. Swift 30 maja 1886 roku.